# تپه چهار قلا
تپه چهار قلا در شهرستان کوهدشت، بخش مرکزی، دهستان کوهدشت شمالی، جنوب شرق روستای چهار قلا علیا واقع شده و این اثر در تاریخ ۲۸ اسفند ۱۳۸۵ با شمارهٔ ثبت ۱۸۸۶۰ به‌عنوان یکی از آثار ملی ایران به ثبت رسیده است.